# Okręty desantowe typu Newport
Okręty desantowe typu Newport – typ dwudziestu amerykańskich okrętów desantowych do przewozu czołgów (LST, ang. Landing Ship, Tank) zbudowanych na przełomie lat 60. i 70. XX wieku. Był to ostatni typ okrętów tej klasy wykorzystywany przez Marynarkę Wojenną Stanów Zjednoczonych.
Okręty stopniowo wycofywano ze służby w amerykańskich siłach zbrojnych w latach 90., aż do 2002 roku. Po zakończeniu służby czternaście okrętów trafiło do marynarek wojennych innych krajów, a cztery zatopiono jako okręty-cele.

## Okręty
- "Newport" (LST-1179; sprzedany do Meksyku jako "Sonora" (A-4), po czym przemianowany na "Papaloapan" (A-441))
- "Manitowoc" (LST-1180; sprzedany do Republiki Chińskiej jako "Chung Ho" (LST-232))
- "Sumter" (LST-1181; sprzedany do Republiki Chińskiej jako "Chung Ping" (LST-233))
- "Fresno" (LST-1182; sprzedany do Peru)[1]
- "Peoria" (LST-1183)
- "Frederick" (LST-1184; sprzedany do Meksyku jako "Usumacinta" (A-412))
- "Schenectady" (LST-1185)
- "Cayuga" (LST-1186; sprzedany do Brazylii jako "Mattoso Maia" (G-28))
- "Tuscaloosa" (LST-1187)
- "Saginaw" (LST-1188; sprzedany do Australii jako HMAS "Kanimbla" (LPA-51))
- "San Bernardino" (LST-1189; sprzedany do Chile jako "Valdivia" (L-93))
- "Boulder" (LST-1190)
- "Racine" (LST-1191; sprzedany do Peru)[1]
- "Spartanburg County" (LST-1192; sprzedany do Malezji jako KD "Sri Inderapura" (L-1505))
- "Fairfax County" (LST-1193; sprzedany do Australii jako HMAS "Manoora" (LPA-52))
- "La Moure County" (LST-1194)
- "Barbour County" (LST-1195)
- "Harlan County" (LST-1196; sprzedany do Hiszpanii jako "Pizarro" (L-42))
- "Barnstable County" (LST-1197; sprzedany do Hiszpanii jako "Hernán Cortés" (L-41))
- "Bristol County" (LST-1198; sprzedany do Maroka jako "Sidi Mohammed Ben Abdellah" (BSL-407))

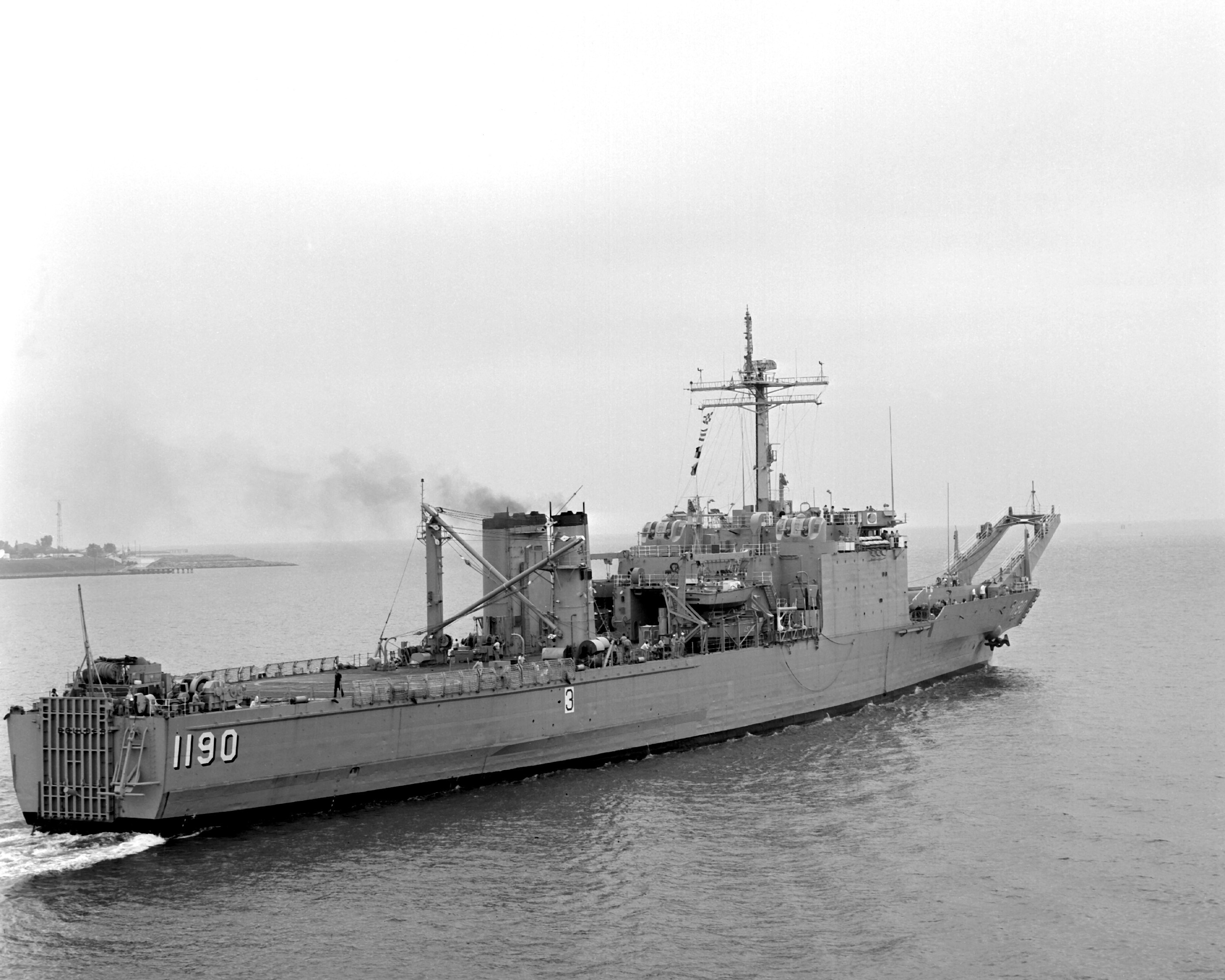
USS "Boulder" od rufy
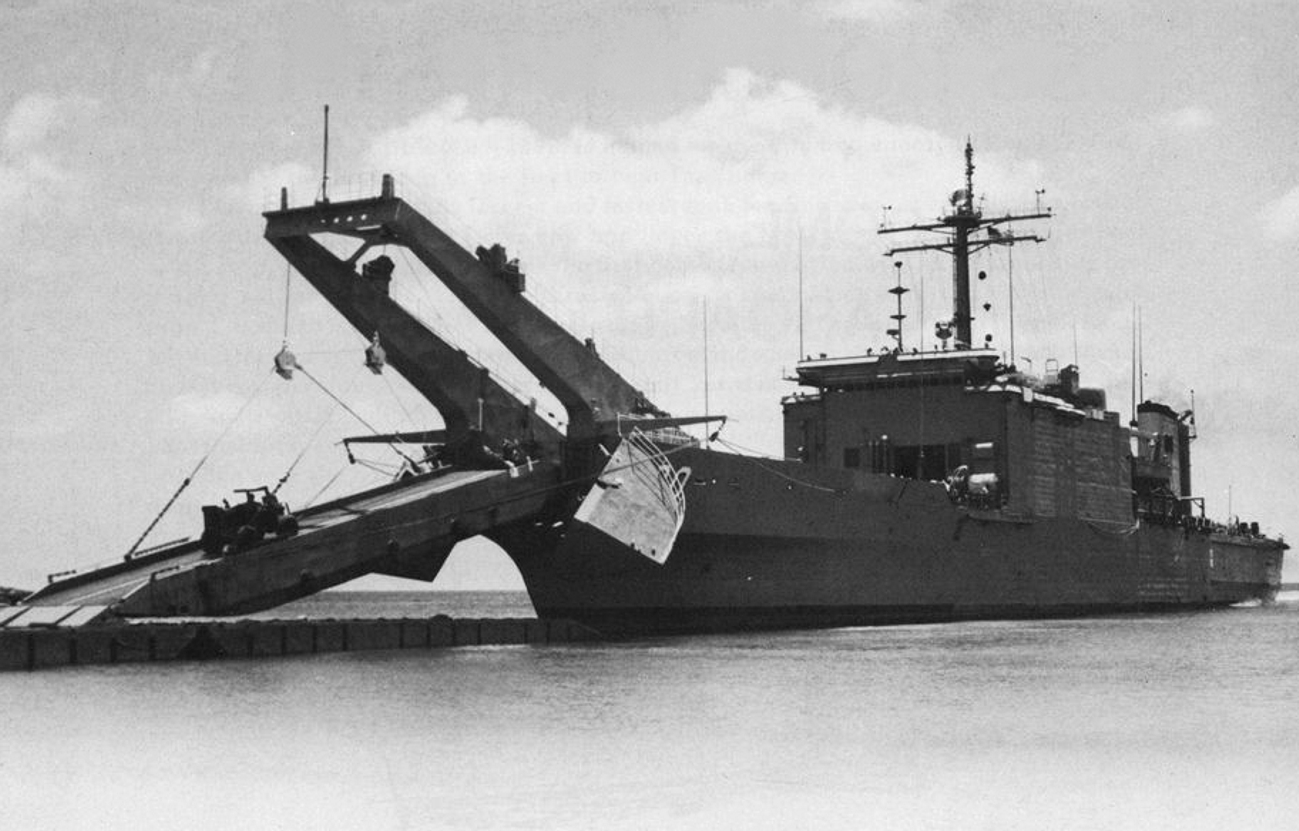
Wyładunek na brzeg z USS "Boulder"